# Nal Hutta
Nal Hutta je planeta ve fiktivním světě Star Wars, jejíž název v huttštině znamená "Zářivý klenot". Nachází se v huttské části galaxie ve Středním pásu a tvoří hlavní město Huttů. Původně se však jmenovala Evocar.
Původní obyvatelé planety se nazývali Evocii a byli okolo roku 15 000 před bitvou o Yavin podvodným způsobem připraveni o svou domovinu, kterou zabrali právě Huttové. Té vládnou staré a mocné huttské rodinné klany, stejně tak vládnou i jednomu z obydlených měsíců Nar Shaddaa. Evocii se marně pokusili získat planetu zpět u republikového nejvyššího soudu, jenže smlouvy, které podepsali s Hutty, sice byly podvod, ale byly v souladu s meziplanetárním právem Republiky. Mnoho Evociů bylo posléze vypovězeno na Nar Shaddaa a byli přinuceni k otrockým pracím. Všichni ti, kteří se vzbouřili, byli zakrátko pozabíjeni žoldnéři, které si Huttové najímali.
Planeta byla původně plná života s krásnou přírodou, ale po příchodu Huttů byla pomalu přeměňována v bažinatou a průmyslem znečištěnou a toxickou planetu, která byla ztvárněním ráje dle huttských představ. Hlavním městem Nal Hutty je Bilbousa. 